# كناية (لغة)

الكناية في اللغة واصطلاح النحاة أن يعبر عن شيء معين بلفظ غير صريح في الدلالة عليه لغرض من الأغراض كالإبهام على السامعين، كقولك جاءني فلان وأنت تريد زيدا. والمراد بها في باب المبنيات ما يكنى به لا المعنى المصدري ولا كلّ ما يكنى به بل البعض المعيّن منه، وهو كم وكذا كناية عن العدد وكيت وذيت للحديث، ومنها كأين. وقيل هي لفظ مبهم يعبّر به عما وقع مفسّرا في كلام متكلّم إمّا لإبهامه على المخاطب أو لنسيانه.